# 熊谷健
熊谷 健（くまがい けん、1937年9月3日 - 2018年1月27日）は、青森県出身のプロデューサー、アートクリエイター。

## 人物
日本大学芸術学部在籍中に、映画監督の小津安二郎に助手として師事する。東宝撮影所で美術助手を務めた後、円谷英二との出会いを経て円谷特技プロダクション（現円谷プロダクション）へ入社した。
関係者などからは「熊さん（ちゃん）」の愛称で親しまれていた。
制作主任を務めた後、『怪奇大作戦』第26話（最終話）「ゆきおんな」でプロデューサーとしてデビュー。その後、『恐怖劇場アンバランス』を手掛ける。
『帰ってきたウルトラマン』のプロデューサー補を経て、『ウルトラマンA』からは正式にプロデューサーとなる。
『帰ってきたウルトラマン』や『ウルトラマンタロウ』では、怪獣デザインも担当した。
『ウルトラマンタロウ』第8話「人喰い沼の人魂」では、「近所の熊谷さん」としてカメオ出演している。
第2期ウルトラシリーズ終了後は国際放映へ移籍し、『西遊記』などのプロデューサーを務めた。
その後、放映新社の演劇集団天地プロデューサー、日本映画プロデューサー協会理事などを歴任した。
2018年1月27日、脳出血のため死去。80歳没。

## 作風・エピソード
- 新人監督を起用する際にはベテラン脚本家と組ませることを心がけており、特に脚本家の石堂淑朗を頼れる存在として重宝していた[4][3]。
- 熊谷は人気の出る怪獣の原則として「子供が真似できる立ち怪獣」「ドラマチックな死を迎える」「武器を持っている」という3点を定義している[3][2]。
- 『帰ってきたウルトラマン』では、美術担当の池谷仙克が実相寺昭雄の監督作品『曼陀羅』に参加するために離脱したことから、怪獣デザインを担当した[4][2]。デザインについては、既存の生物を基としたものを好んでいる[3]。上記人気怪獣の定義に基づき角を強さの象徴として用いている一方で、凶暴なだけでなく親しみや愛嬌を感じられるものとすることも心がけている[3]。また小津安二郎の画面に赤を入れるという作風の影響から、怪獣のデザインにも赤をポイントとして取り入れている[4][3][2]。
- 『帰ってきたウルトラマン』主演の団時朗は、熊谷が知り合いであった芸能事務所の人物からの売り込みを受け、起用された[4]。

## 主な作品
- 愛が見えますか… - 制作主任
- 異常の太陽 - プロデューサー
- ウルトラシリーズ
  - ウルトラQ - 原案（第25・27話）
  - ウルトラマン - 制作主任
  - ウルトラセブン - 制作主任
  - ウルトラファイト - プロデューサー
  - 帰ってきたウルトラマン - プロデューサー補・怪獣デザイン
  - ウルトラマンA - プロデューサー
  - ウルトラマンタロウ - プロデューサー・怪獣デザイン
  - ウルトラマンレオ - プロデューサー
- 怪奇大作戦 - プロデューサー
- 恐怖劇場アンバランス - プロデューサー
- けっぱれ!大ちゃん - プロデューサー
- 西遊記 - プロデューサー
- 白い荒野 - プロデューサー
- マイティジャック - 制作主任
  - 戦え! マイティジャック - 制作主任
- マタンゴ - 美術助手（ノンクレジット）

### キャラクターデザイン
- 1971年 - 1972年 『帰ってきたウルトラマン』
  - 竜巻怪獣 シーゴラス（第13話「津波怪獣の恐怖 東京大ピンチ！」、第14話「二大怪獣の恐怖 東京大竜巻」）[6]
  - 津波怪獣 シーモンス（第13話「津波怪獣の恐怖 東京大ピンチ！」、第14話「二大怪獣の恐怖 東京大竜巻」）[6]
  - 吸電怪獣 エレドータス（第15話「怪獣少年の復讐」）[6]
  - 始祖怪鳥 テロチルス（第16話「大怪鳥テロチルスの謎」、第17話「怪鳥テロチルス 東京大空爆」）[6]
  - 宇宙大怪獣 ベムスター（第18話「ウルトラセブン参上！」）[6]
  - 磁力怪獣 マグネドン（第20話「怪獣は宇宙の流れ星」）[6]
  - 電波怪獣 ビーコン（第21話「怪獣チャンネル」）[6]
  - 暗黒怪獣 バキューモン（第23話「暗黒怪獣 星を吐け！」）[6]
  - カニ座怪獣 ザニカ（第23話「暗黒怪獣 星を吐け！」）[6]
  - 宇宙小怪獣 クプクプ（第24話「戦慄！マンション怪獣誕生」）[6]
  - マンション怪獣 キングストロン（第24話「戦慄！マンション怪獣誕生」）[6]
  - 隕石怪獣 ザゴラス（第25話「ふるさと地球を去る」）[6]
  - 昆虫怪獣 ノコギリン（第26話「怪奇！殺人甲虫事件」）[6]
  - 巨大魚怪獣 ムルチ（第33話「怪獣使いと少年」）[6]
  - 用心棒怪獣 ブラックキング（第37話「ウルトラマン 夕陽に死す」、第38話「ウルトラの星 光る時」）[6]
  - 宇宙怪人 ササヒラー（第48話「地球頂きます！」）[6]
- 1973年 『ウルトラマンタロウ』
  - 宇宙大怪獣 アストロモンス（第1話「ウルトラの母は太陽のように」）[7]
  - 液体大怪獣 コスモリキッド（第2話「その時 ウルトラの母は」、第3話「ウルトラの母はいつまでも」）[7]

## 出演

### テレビ
- ウルトラマンタロウ 第8話「人喰い沼の人魂」（1973年） - 近所の熊谷さん
- ウルトラ情報局（2003年4月号）
- 「ウルトラマンタロウ」熊谷健×原口智生×柳家喬太郎 スペシャルトーク（2014年）

### その他
- DVD『帰ってきたウルトラマン』店頭デモ映像（2002年）
- DVD『ウルトラマンタロウ』「拝啓、ウルトラマンタロウ」（2005年）
- DVD『ウルトラマンレオ』「スチール写真解説」（2006年） - ナレーション

## 演じた俳優
テレビドラマ
- 中島陽典 - 『私が愛したウルトラセブン』（1993年）
- 浅見小四郎 - 『ウルトラマンティガ』第49話「ウルトラの星」（1997年）